# Eucalyptus diversifolia
Eucalyptus diversifolia är en myrtenväxtart som beskrevs av Aimé Bonpland. Eucalyptus diversifolia ingår i släktet Eucalyptus och familjen myrtenväxter. Inga underarter finns listade i Catalogue of Life.